# Carlo Perrier
Carlo Perrier (Turín, Italia, 7 de julio de 1886 - Génova, 22 de mayo de 1948) fue un químico y mineralogista de origen italiano, que descubrió el tecnecio en 1937 junto a su compatriota Emilio Gino Segré de la Universidad de Palermo.

## Formación y carrera profesional
Nacido en Turín en 1886, finaliza sus estudios de química en esa ciudad (1908) y obtuvo más tarde su doctorado en química en la Universidad de Turín. Trabajó durante algún tiempo en el laboratorio de Baur en Zúrich, sobre temas de físico-química. A su regreso a Italia, en 1913, volvió su interés hacia la mineralogía, y se unió a la escuela de Ferruccio Zambonini. 
Enseña en las universidades de Nápoles y de Turín como profesor ayudante hasta 1921, cuando es nombrado director del Laboratorio Químico-Petrográfico del Ufficio Geologico en Roma. Consigue puesto definitivo de profesor y enseña en las universidades de Messina (1927-29) y Palermo (1929-1939).
Desde 1939 ejerció como profesor de mineralogía en la universidad de Génova, siendo jefe del Instituto de Mineralogía hasta su muerte en 1948.
En su honor recibe el nombre de perrierita un mineral encontrado en  Nettuno (Lazio), un silicato de tierras raras, hierro, manganeso y titanio.

## Descubrimiento del tecnecio
El isótopo 97 del tecnecio (97Tc) fue el primer elemento químico producido artificialmente. Lo descubrieron Carlo Perrier y Emilio Segré en la Universidad de Palermo, analizando blancos de molibdeno que habían sido bombardeados con deuterones (iones de hidrógeno pesado, 2H+). en el ciclotrón de la universidad de Berkeley